# Quercus arkansana
Quercus arkansana är en bokväxtart som beskrevs av Charles Sprague Sargent. Quercus arkansana ingår i släktet ekar, och familjen bokväxter. Inga underarter finns listade. Artepitetet i det vetenskapliga namnet syftar på delstaten Arkansas.

## Utseende
Arten är utformad som ett träd med en ganska smal krona och den når ibland en höjd av 29 meter. I den svartaktiga barken finns flera sprickor och där förekommer röda nyanser. Hos Quercus arkansana har kvistarna en gråbrun färg och unga skott är kastanjebrun. Bladen är ungefär ovala med en längd av 50 till 150 mm och en bred av 35 till 100 mm. De är på ovansidan mjuk med en gulgrön färg och undersidan är blekgrön. De ovala ekollonen är ungefär 16 mm lång och svartbruna. Typisk är ljusare strimmor på ekollonen.

## Utbredning och ekologi
Utbredningsområdet ligger i sydöstra USA i östra Texas, södra Arkansas, Louisiana, troligtvis delstaten Mississippi, Alabama, Georgia och nordvästra Florida. Arten saknas i deltat som bildas av Mississippifloden. Trädet växer i låglandet mellan 50 och 150 meter över havet. Exemplaren hittas oftast vid små vattendrag. Arten ingår i skogar med andra ekar, med loblollytall och Pinus echinata, med Nyssa sylvatica, Liquidambar styraciflua, Vaccinium arboreum, sassafras, kungsmagnolia och persimon samt med arter av hickorysläktet. Ibland uppstår hybrider med Quercus nigra eller Quercus falcata.

## Hot
Beståndet hotas av landskapsförändringar när blandskogar ersätts med barrskogar. Quercus arkansana är ganska sällsynt. IUCN kategoriserar arten globalt som sårbar. I utbredningsområdet ingår flera skyddszoner. En utgörs av en militärflygplats i Florida.

## Bildgalleri

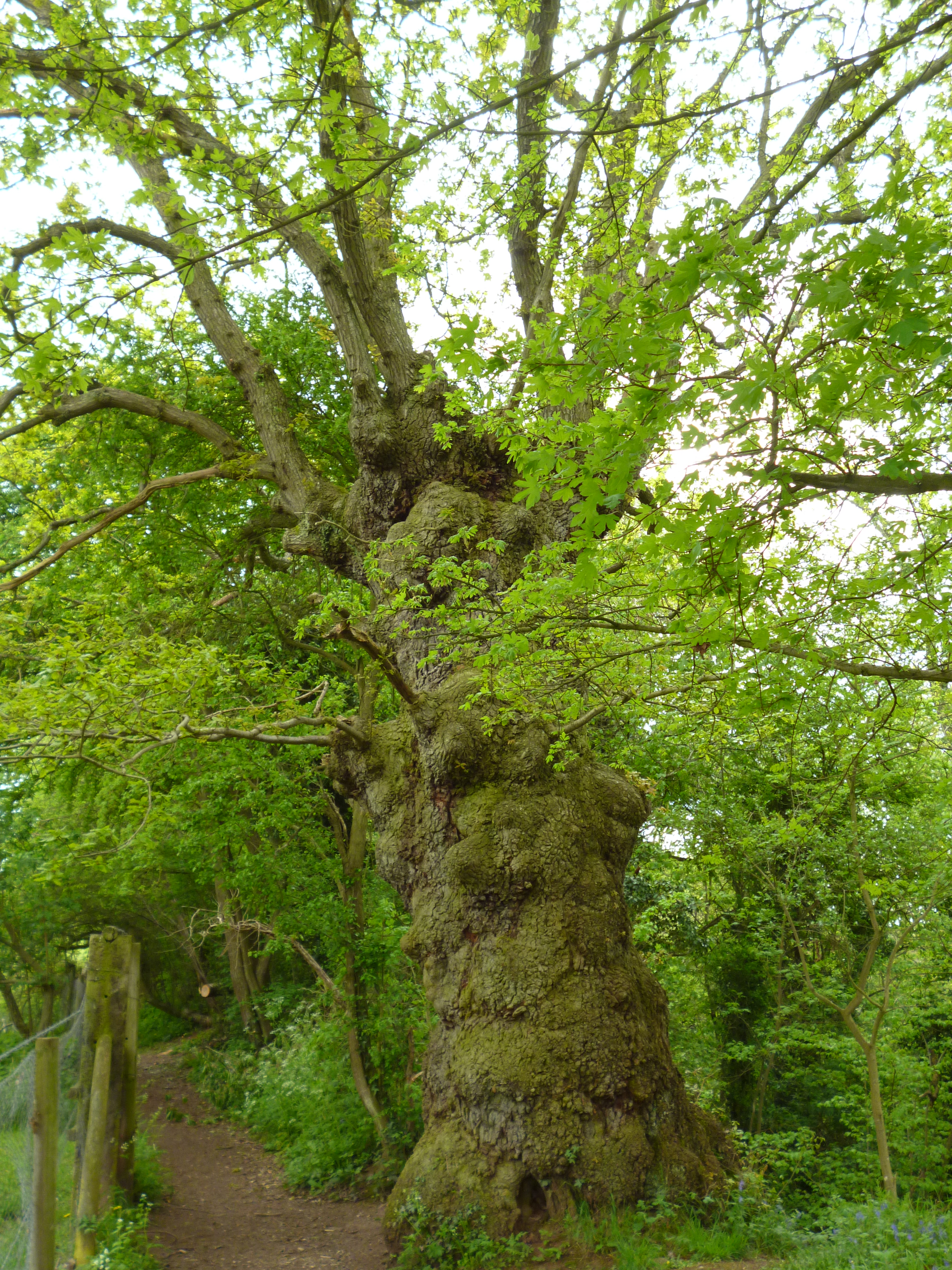
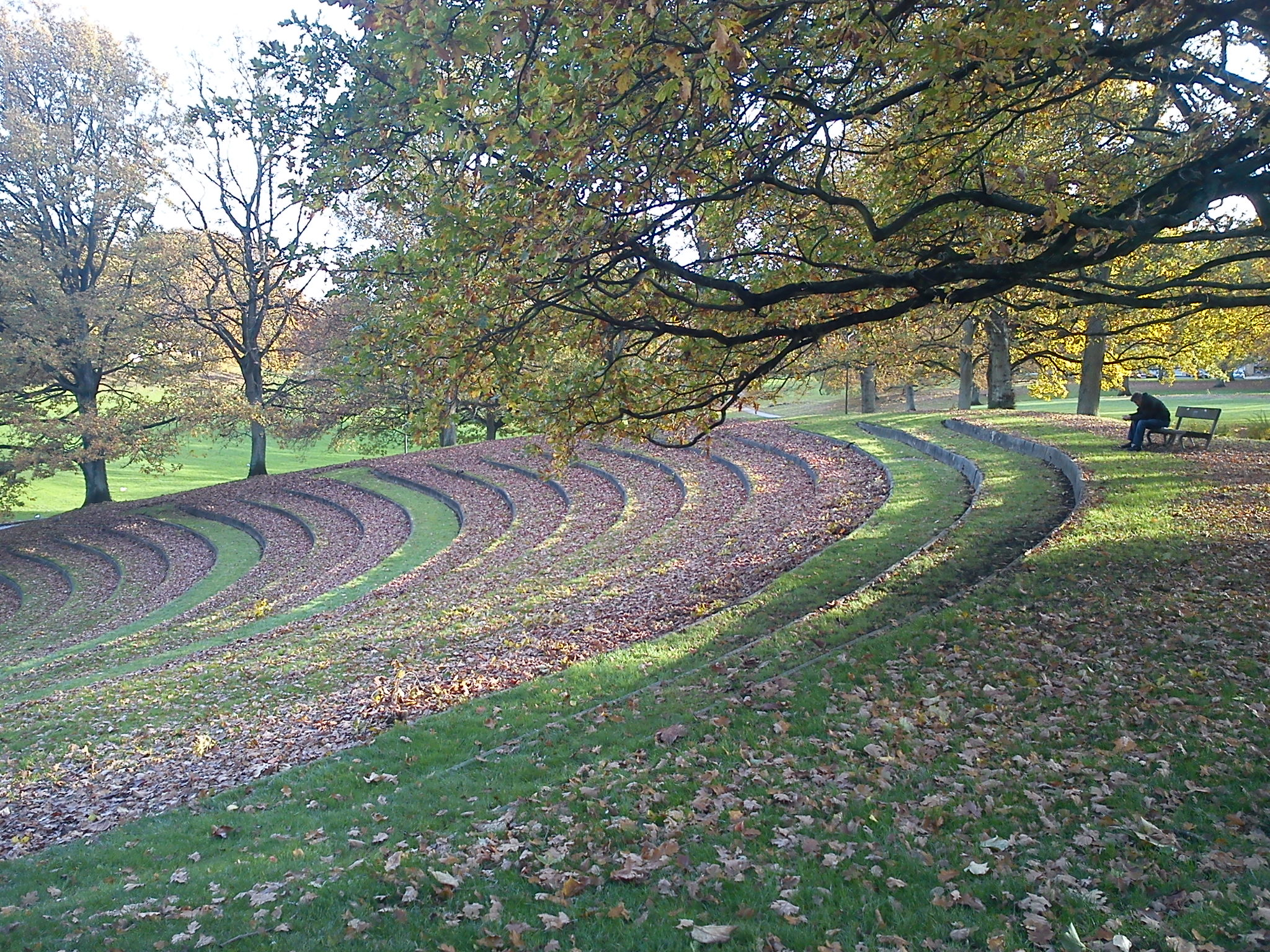